# Regne de Samal

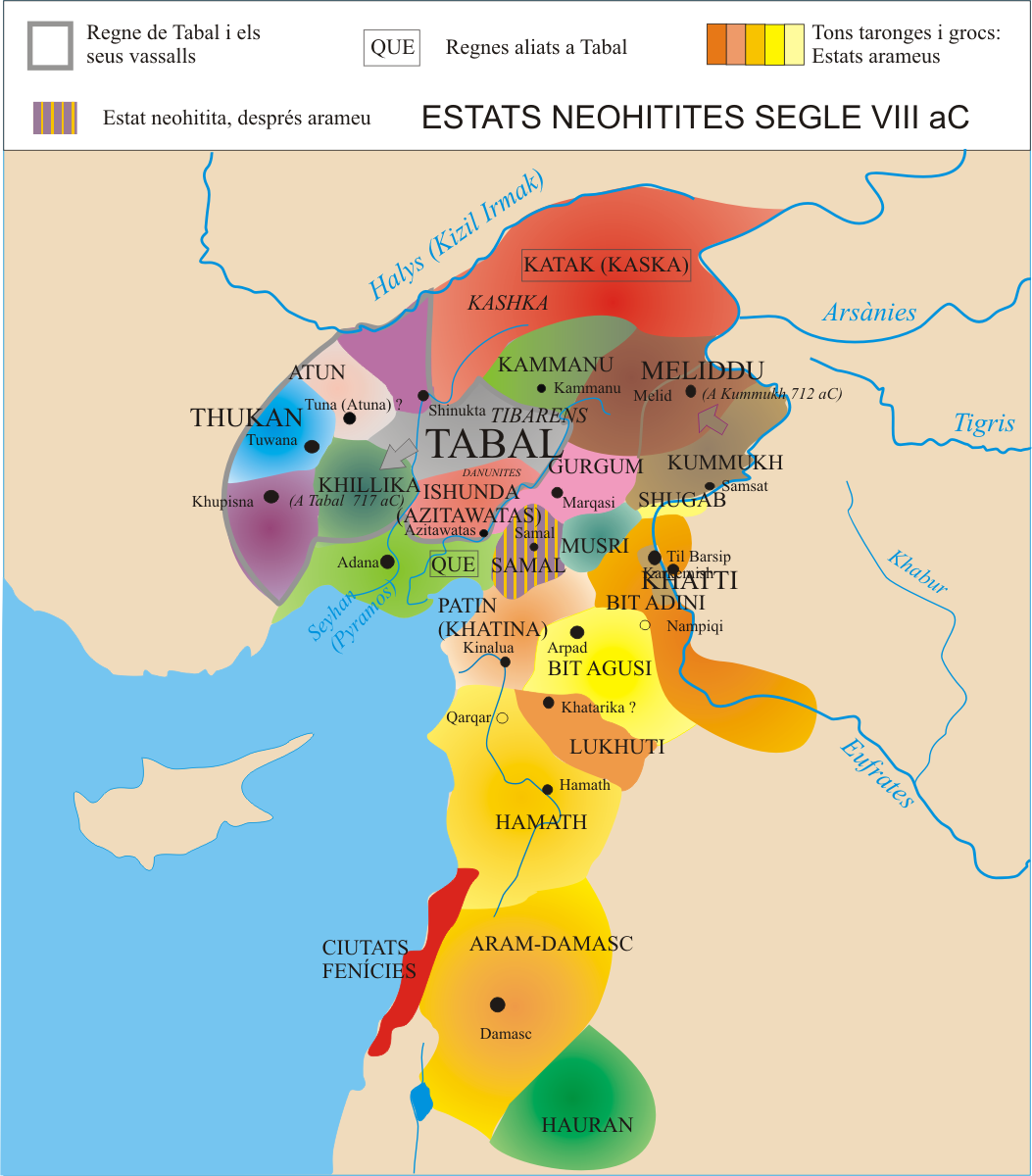
Regnes neohitites i arameus a Síria al segle VIII aC

El Regne de Samal va ser un regne neohitita del nord de Síria sorgit probablement amb l'enfonsament de l'imperi hitita el 1185 aC quan diversos poders locals, com la ciutat de Sam'al d'on va prendre nom el regne, es van fer independents.
La seva història és desconeguda però en tot cas sembla que va ser un regne menor sense cap paper rellevant. A partir de l'inici del primer mil·lenni (sinó abans) va començar la penetració aramea al país.
Al segle ix aC la situació era encara incerta amb un poder oscil·lant entre els luvites, la població originària, i els arameus, lluitant ambdós pel control del país. El 854 aC hi va passar Salmanassar III que va rebre el tribut del rei de Khayani o Khaianu dels Bit Gabbar (Bit Gabar), que era el clan dirigent dels arameus del país, i aquest fet indicaria que ja els reis d'origen hitita havien desaparegut. A partir d'aquesta època ja hi ha alguns documents històrics escrits però com que s'utilitzaven materials que no es conserven (papir, que només es conserva en climes secs, o pells d'animals) s'han perdut. Administrativament es van seguir les pràctiques hitites. A Samal es va parlar un dialecte arameu amb barreja de fenici, conegut com a samalià. Durant el govern arameu el regne s'anomenava Yaidi, Yaidy, Yaudi, Yaudy, Y'dy, Bit Yaudi, Bit Yahudi, Bit Yahudi, etc. El darrer rei Bar Rakib es titula només rei de Yaudi però en canvi diu que els seus antecessors van ser reis de Samal. Així Yaudi seria potser el nom arameu de Samal.
No es coneix amb exactitud en quina època regnava Azatiwatas rei d'Ishtunda, encara que se sap que era al segle ix aC i no es pot datar amb seguretat una inscripció d'aquest rei que diu que el Regne de Samal va ser el seu vassall, probablement cap als anys 840 aC o 830 aC, però altres el daten a la segona meitat del segle viii aC i el rei Kilammuwa diu que va utilitzar a Assíria contra Azatiwatas. A la mort de Salmanassar III l'any 824 aC, el regne de Samal hauria deixat de pagar tribut.
L'any 740 aC, quan Arpad es va rendir als assiris, diversos estats van pagar tribut. La inscripció de Teglatfalassar III (745–727 aC) que s'hi refereix, diu: "He rebut tribut de Kushtaspi de Kummukh, de Rezon de Damasc, de Menahem de Samària (Regne d'Israel), d'Hiram de Tir, de Shipitbaal de Biblos, d'Urikki de Que, de Pisiris de Karkemish d'Inil d'Hamath, Panammu de Sam'al, de Tarkhulara de Gurgum, de Sulumal de Meliddu, de Dadilu de Kaska, d'Uasurme de Tabal, d'Ushhitti d'Atuna, d'Urballa de Tokhan (Tuwana), de Tuhamme d'Ishtunda, d'Urimme de Khubishna, i de Zabibe la reina d'Aribi".
El 738 aC es va fer una expedició assíria contra Yaudi-Samal, on el rei Azriyau, que feia poc que governava va acabar deposat i un descendent de l'antiga casa reial hitita, Panammuruwa II o Panammu (Panammuwa II) va ser posat al tron; el regne va incorporar alguns territoris del veí regne de Gurgum. Per aquest mateix temps també van pagar tribut a Assíria el rei Uassurme (Wasu Sharumush) de Tabal, Ushkhitti d'Atun, Urballa de Tokhan (Tuwana), Tukhammi d'Ishtunda, i Urimmi de Khubishna.
Cap a l'any 733 o 732 aC el rei Panammuwa II de Samal va morir assassinat i el va succeir el seu fill Barrakib (Bar Rakib). Potser el 720 aC a la mort de Bar Rakib, el rei Sargon II d'Assíria va annexionar el regne.

## Reis
- Gabbar
- Bamakh (fill) vers 860 aC
- Hayanu o Khanu o Kha'anu (fill) vers 860 - 850 aC (segurament el mateix que Khaian de la inscripció del 858 aC)
- Ša'ûl "el Desitjat" (fill) vers 850 – 840 aC
- Kilammuwa (germà) vers 840 - 830 aC
- Panammuwa I (de Sur, nom alternatiu de Tir)
- Asarja (Azriyau) († 738 aC)
- Panammuwa II vers 738–733 aC
- Bar-Rakib vers 733 - vers 720 aC